# Ouled Addouane
Ouled Addouane (în arabă أولاد عدوان) este o comună din provincia Sétif, Algeria.
Populația comunei este de 9.613 locuitori (2008).